# Ishtar Airlines
Ishtar Airlines war eine Fluggesellschaft aus den Vereinigten Arabischen Emiraten mit Geschäftssitz im Stadtteil Deira in Dubai.

## Geschichte
Ishtar Airlines wurde im März 2005 vom irakischen Geschäftsmann Safa Al-Jusani gemeinsam mit ehemaligen Piloten der Iraqi Airways gegründet, um planmäßige Flugverbindungen zwischen Dubai und Bagdad anzubieten. Die Betriebsaufnahme erfolgte im selben Monat mit einer geleasten Boeing 737-200, die auf zwei festen wöchentlichen Charterflügen von der der irakischen Hauptstadt nach Dubai zum Einsatz kam. Die Flüge wurden über den irakischen Reiseanbieter Atlas Travel and Tourism vermarktet. Weitere Verbindungen von Basra und Erbil nach Dubai waren geplant. Im Sommer 2005 ergänzte eine von African Express Airways gemietete Boeing 727-200 die Flotte. Die griechische Gesellschaft GainJet Aviation beteiligte sich im Jahr 2006 am Unternehmen. Der Flugbetrieb wurde im Jahr 2008 eingestellt.

## Flotte
- Boeing 737-200
- Boeing 727-200